# 부소산
부소산(扶蘇山)은 대한민국의 부여군 부여읍 백마강 기슭에 있는 산이다. 높이 106m이다. 백제 시대의 유적과 조선 후기에 지은 사비루, 백화정 등이 있다. 백화정 아래에는 낙화암이 있다.  강기슭 가까이에 고란초로 유명한 고란사가 있다. 삼충사, 궁녀사가 있다.

## 어원
'부소'는 백제시대의 언어로 소나무라는 뜻을 가지고 있다. '풋소'를 한자로 표기한 것이 '부소'라는 것에서 유래했다는 설이 있다.

## 부소산성
부소산성은 백제의 궁궐이 있었던 관북리 유적의 북쪽에 위치한 산성으로 백제왕궁의 후원역할을 하다가 유사시에 방어를 목적으로 축조되었다.